# Viện Liên bang Ethiopia
Viện Liên bang Ethiopia (tiếng Amhara: የፌዴሬሽን ምክር ቤት, đã Latinh hoá: Ye-Fēdērēshin Mikir Bēt) là thượng viện của Quốc hội Liên bang Ethiopia, gồm 112 thượng nghị sĩ do các hội đồng vùng bầu ra. Mỗi dân tộc của Ethiopia được phân bổ ít nhất một thượng nghị sĩ và được bầu thêm một thượng nghị sĩ cho mỗi triệu dân.

## Danh sách chủ tịch Viện Liên bang Ethiopia
| Họ tên            | Nhậm chức            | Mãn nhiệm            | Tham khảo   |
| ----------------- | -------------------- | -------------------- | ----------- |
| Almaz Meko        | 1995                 | Tháng 8 năm 2001     | [ 3 ]       |
| Mulatu Teshome    | 10 tháng 10 năm 2002 | 10 tháng 10 năm 2005 | [ 4 ]       |
| Degefe Bula       | 10 tháng 10 năm 2005 | 2010                 | [ 5 ]       |
| Kassa Teklebirhan | tháng 10 năm 2010    | tháng 10 năm 2015    | [ 6 ]       |
| Yalew Abate       | tháng 10 năm 2015    | 6 tháng 5 năm 2018   | [ 7 ] [ 8 ] |
| Keria Ibrahim     | 6 tháng 5 năm 2018   | 10 tháng 6 năm 2020  | [ 9 ]       |
| Adam Farah        | 10 tháng 6 năm 2020  | 4 tháng 10 năm 2021  | [ 10 ]      |
| Agegnehu Teshager | 4 tháng 10 năm 2021  | Đương nhiệm          | [ 10 ]      |